# Mancomunitat Baix Maestrat
La Mancomunitat Baix Maestrat és una mancomunitat de municipis de la comarca del mateix nom. Aglomera 6 municipis i 6.688 habitants, en una extensió de 273,30 km². Al 2007, la mancomunitat és presidida per Guillermo Puig Queralt del PSPV. Les seues competències són únicament en matèria de serveis socials.
Els pobles que formen la mancomunitat són:
- Càlig
- Canet lo Roig
- la Jana
- Rossell
- Sant Rafel del Maestrat
- Traiguera